# Alianța pentru Unirea Românilor
Alianța pentru Unirea Românilor (abreviat AUR) este un partid politic populist de dreapta și naționalist activ în România și Republica Moldova. A fost înființat pe 19 septembrie 2019, înainte de alegerile locale și parlamentare din 2020 de către George Simion și Claudiu Târziu. Președintele partidului este George Simion. AUR a candidat la alegerile locale din 2024, câștigând primăriile în trei orașe. Totuși, în alegerile parlamentare din 2024, AUR a obținut 14,94% din voturi în România și în diaspora, devenind al doilea partid ca mărime în Parlamentul României.  
Partidul urmărește unificarea tuturor românilor din România și din țările învecinate populate de români. AUR pledează pentru unificarea Republicii Moldova cu România, susține aderarea la NATO și vizează independența energetică a României. Deși se prezintă ca un partid de centru-dreapta și patriotic, AUR a fost descris ca având tendințe radicaliste, susținând idei antivaccinare, fiind criticat pentru retorica maghiarofobă, fiind acuzat de neofascism, prorusism, și antisemitism. Reprezentanții partidului au respins aceste caracterizări.
Partidul afirmă că cei patru piloni principali ai săi sunt „familia, națiunea, credința creștină și libertatea”. AUR este în general perceput ca un partid de dreapta, fiind uneori catalogat și ca fiind de extremă dreapta.

## Istoric
Alianța pentru Unirea Românilor a fost înființată oficial la 19 septembrie 2019. Cu ocazia Zilei Marii Uniri a României, pe 1 decembrie 2019, liderul său, George Simion, a declarat că obiectivele partidului includ participarea la alegerile locale și parlamentare din 2020 din România. Simion fusese un militant pentru unificarea României cu Republica Moldova înainte de fondarea partidului. Claudiu Târziu, care a fost copreședinte al partidului alături de Simion până la 27 martie 2022, a fost membru al Coaliției pentru Familie, care a militat fără succes pentru interzicerea căsătoriilor între persoane de același sex prin modificarea Constituției în cadrul unui referendum din 2018.
Pe 26 iunie 2020, AUR a condamnat dezinteresul autorităților române față de drepturile minorităților românești din Serbia și a declarat că îi va sprijini pe aceștia odată cu intrarea în Parlamentul României. Două zile mai târziu, AUR a condamnat aniversarea a 80 de ani de la anexarea Basarabiei, Bucovinei de Nord și Ținutului Herța de către Uniunea Sovietică, afirmând că „este obligația noastră să ne redobândim statul”. Până în iulie 2020, AUR număra 22 de filiale în Europa și America de Nord pentru diaspora română, prima dintre acestea fiind înființată la Wolverhampton, în Regatul Unit. AUR a fost singurul partid din România care și-a exprimat susținerea pentru Donald Trump în alegerile prezidențiale din Statele Unite ale Americii din 2020.

### Alegeri din 2020
În cadrul alegerilor locale din România din 2020, AUR a câștigat primăria în trei orașe: Amara, Pufești, și Valea Lungă.
În alegerile legislative din România din 2020, Alianța pentru Unirea Românilor a obținut un procent semnificativ de voturi, fiind considerată „surpriza” alegerilor. Rezultatele au dus la o creștere a popularității partidului pe internet. AUR s-a clasat pe primul loc în rândul românilor din Italia, cea mai mare comunitate a diasporei românești, și a obținut locuri fruntașe în rândul românilor din Franța și Spania, precum și pe primul loc în Cipru. Candidatul AUR pentru funcția de prim-ministru a fost Călin Georgescu, care a lucrat timp de 17 ani pentru Națiunile Unite. Potrivit unei declarații oficiale, între 7 și 8 decembrie 2020, 15.000 de români s-au înscris în partid în doar 24 de ore. AUR a obținut, în urma acestor alegeri, 46 de locuri în legislatura 2020-2024 a României.
Partidul a avut rezultate notabile în zonele rurale din Moldova și Dobrogea, regiuni tradițional dominate de alte partide mari. Cele mai semnificative procente au fost obținute în județele cu o influență puternică a Bisericii Ortodoxe Române, precum Suceava (14,72%), Botoșani (14,62%), Neamț (14,4%), Constanța (14,2%), și Vrancea (13,43%). AUR a utilizat noi canale de comunicare, în special rețelele sociale, similar cu strategiile folosite de Partidului România Mare (PRM) la sfârșitul anilor 1990 și începutul anilor 2000, care a folosit ziarul „România Mare” ca mijloc de comunicare pentru a obține rezultate electorale ridicate. Un alt exemplu este Partidul Poporului - Dan Diaconescu (PP-DD), care a beneficiat de popularitatea postului de televiziune OTV.
Recorder, o platformă media online din România, a subliniat că AUR s-a adaptat campania electorală la mediul rural, care este mai puțin familiarizat cu tehnologia modernă, bazându-se pe mesaje populiste mai degrabă decât pe o ideologie clară. Aceasta a atras nu doar un nucleu de susținători care au votat pentru mesaje radicale, ci și o categorie mai largă de alegători atrași de mesajele populiste.
Pe 22 ianuarie 2021, George Simion a anunțat că partidul va adera oficial la nivel european la „Partidul Conservatorilor și Reformiștilor Europeni”, după ce a efectuat vizite în Polonia și Bruxelles. Pe 15 martie 2021, Simion a declarat că AUR intenționează să-și extindă activitatea în Republica Moldova, cu ocazia Zilei Unirii Basarabiei cu România, sărbătorită la 27 martie. Partidul a fost lansat oficial în Republica Moldova la 27 martie 2021, iar președintele ales a fost Vlad Bilețchi, un cunoscut unionist moldovean. Această nouă secție a AUR în Republica Moldova a participat ulterior la alegerile parlamentare anticipate din 11 iulie 2021.
Pe 27 martie 2022, AUR a organizat primul său congres de partid la Palatul Parlamentului, cu scopul de a alege un președinte. George Simion și Dănuț Aelenei, deputat AUR din județul Constanța, au fost cei doi candidați. Aelenei a afirmat că s-a autopropus pentru a arăta că AUR este un partid democratic și nu are intenția de a-l „excluse” pe Simion din partid. În urma votului, Simion a obținut 784 de voturi, iar Aelena 38, devenind astfel singurul președinte al partidului, după ce anterior împărțise conducerea cu Claudiu Târziu, care a devenit președinte al Consiliului Național de Coordonare (CNC).
În noiembrie 2022, Simion s-a întâlnit cu ambasadorul Israelului în România, Reuven Azar, întâlnire care a stârnit indignarea unor comunități evreiești din diaspora, dat fiind că AUR este boicotat oficial de Israel din cauza trecutului său perceput ca antisemit.

### Alegerile din 2024
Pe 14 noiembrie 2023, în cadrul unei conferințe de presă, Lidia Vadim-Tudor, fostul ministru Ilan Laufer omul de afaceri Muhammad Murad, antreprenorul Sorin Constantinescu și Sorin Ilieșiu precum și deputații Florică Ică Calotă și alții, inclusiv deputați și senatori din alte partide, au anunțat că se alătură AUR pentru următoarele alegeri. Ulterior, pe 21 noiembrie, AUR a anunțat, împreună cu alte partide, formarea unei Alianțe Suveraniste pentru a participa la alegerile parlamentare din România din 2024. La alegerile parlamentare din 2024, Petrișor Peiu a fost propunerea AUR pentru funcția de prim-ministru.

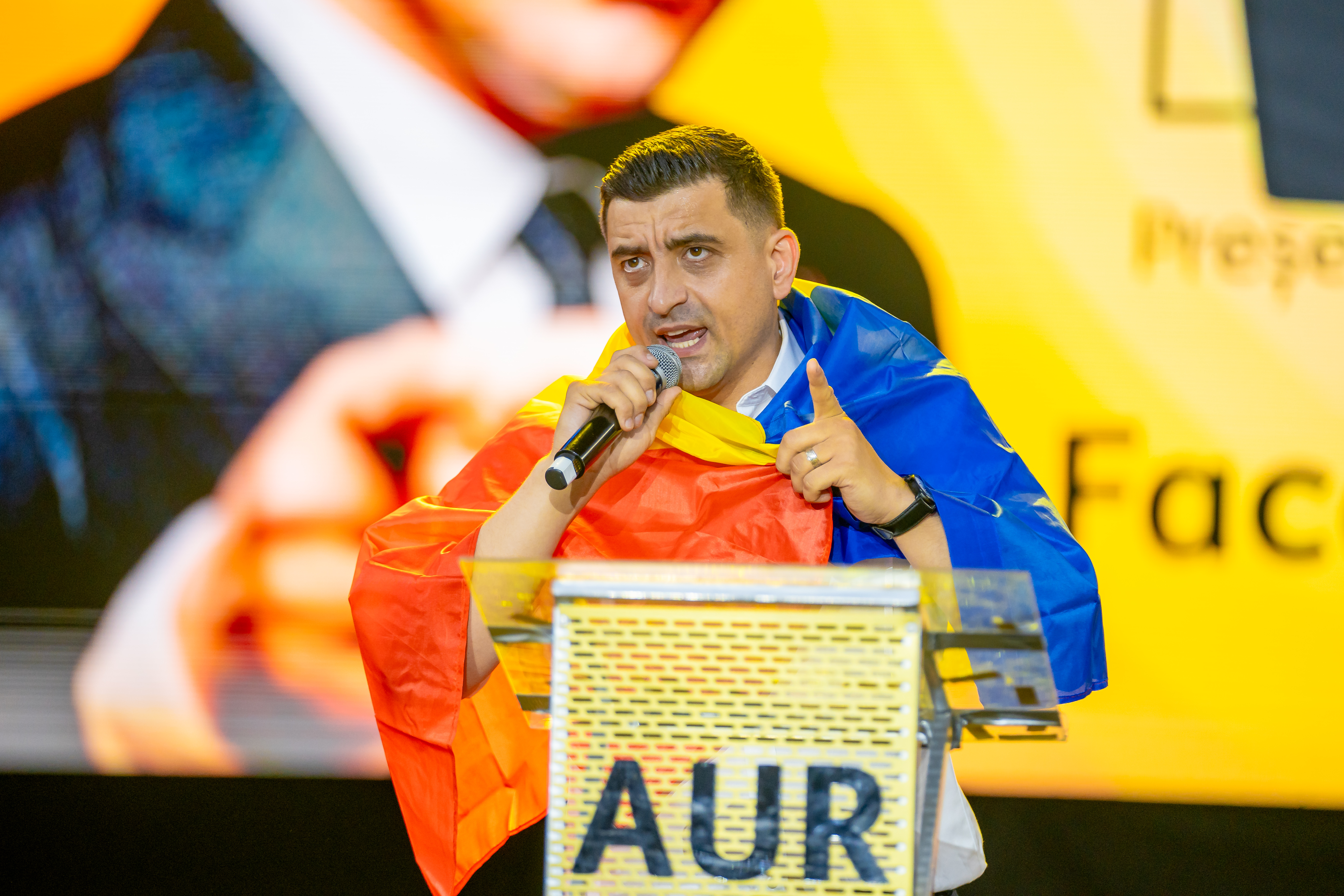
Simion la un miting AUR pe 15 iunie 2024

După alegerile europarlamentare din 2024, AUR a câștigat 5 locuri în Parlamentul European, având un total de 6 locuri, obținând 14,9% din voturi, clasându-se pe locul 2 după CNR. Anterior, AUR deținea doar 1 loc în Parlamentul European. După alegerile locale din România din 2024, se așteaptă ca AUR să câștige și câteva locuri în consiliile județene și locale, deși nu toate voturile au fost numărate la nivel național până pe 12 iunie 2024, rezultatele fiind disponibile doar în unele județe.
Simion a fost candidatul AUR la alegerile prezidențiale din România din mai 2025, câștigând primul tur cu 41%, dar pierzând turul al doilea în fața lui Nicușor Dan, cu scorul 53,6%–46,4%.

## Organizarea partidului

### Statut
Alianța pentru Unirea Românilor (AUR) este un partid politic înregistrat oficial în România, înființat ca persoană juridică de drept public. Obiectivele declarate ale partidului sunt de natură exclusiv politică și vizează dezvoltarea societății românești, coeziunea socială, consolidarea statului de drept, reafirmarea identității naționale și promovarea unității românilor de pretutindeni. Idealul național al AUR este reunificarea teritoriilor românești istorice, inclusiv a Basarabiei, într-o Românie Mare, într-un context european echitabil și puternic. Valorile asumate oficial de partid sunt credința creștină, libertatea, familia, națiunea, proprietatea privată, tradiția, meritocrația și spiritul de sacrificiu.

### Organizare
Partidul este structurat în următoarele nivele:
- Președintele Partidului, comitetul național de conducere și biroul național de conducere
- Filiale județene
- Filiale locale (numite și organizații de cartier în municipii)
- Organizații speciale: organizație de femei, de tineret, de pensionari, de oameni de afaceri
- Organizația Diaspora

### Conducere
AUR are un organ de conducere numit Senat, echivalent cu Comitetul Executiv Național al altor partide din România, cum ar fi PSD, PNL și USR.
| Nr. | Președinte               | Portret | Început mandat   | Încheiere mandat | Durată                   |
| --- | ------------------------ | ------- | ---------------- | ---------------- | ------------------------ |
| 1   | George Simion (n. 1986)  |         | 1 decembrie 2019 | 27 martie 2022   | 2 ani, 3 luni și 26 zile |
| 1   | Claudiu Târziu (n. 1973) |         | 1 decembrie 2019 | 27 martie 2022   | 2 ani, 3 luni și 26 zile |
| (1) | George Simion (n. 1986)  |         | 27 martie 2022   | Incumbent        | 3 ani, 4 luni și 17 zile |

### Ideologie
Potrivit site-ului oficial al partidului, scopul final al AUR este realizarea unirii tuturor românilor „oriunde s-ar afla ei, în București, Iași, Timișoara, Cernăuți, Timoc, Voivodina, Italia sau Spania”, dorind totodată unirea României cu Republica Moldova și integrarea românofonilor din țările vecine. Site-ul partidului numește patru piloni fundamentali: familiea, națiunea, credința creștină și libertatea. AUR își caracterizează membrii drept „apărătorii Bisericii” și se opune „ideologiei de gen”, afirmând că o națiune nu poate supraviețui dacă nu promovează modelul original al familiei clasice.
Reprezentanții partidului au devenit populari pe rețelele sociale datorită poziționării lor împotriva măsurilor guvernamentale adoptate în timpul pandemiei de COVID-19. Membri de frunte, precum Diana Șoșoacă (expulzată ulterior din partid), au câștigat mii de adepți. AUR a fost etichetat ca susținând retorica „anti-medicină” și „antivaccinare”, acuzație pe care George Simion, președintele partidului, a respins-o, declarând că AUR susține „libertatea de alegere”. Manifestul partidului se opune secularismului și condamnă ateismul, afirmând că creștinii sunt persecutați în România. De asemenea, AUR a criticat impactul autonomiei locale a comunității maghiare asupra drepturilor etnicilor români din regiunile în care aceștia sunt majoritari, ceea ce a dus la acuzații de maghiarofobie, acuzații pe care Simion le-a respins. Partidul a denunțat mass-media, acuzând-o că răspândește informații false despre campania sa.
George Simion a citat partidele de guvernământ din Polonia (Lege și Justiție) și Ungaria (Fidesz) ca exemple de modele politice. Cu toate acestea, AUR a exprimat critici față de Fidesz, menționând că nu va adera la același grup din Parlamentul European din cauza pretențiilor acestuia asupra teritoriului românesc. Ulterior, AUR a deschis calea pentru o posibilă colaborare cu Fidesz în cadrul grupului Conservatorilor și Reformiștilor Europeni.
AUR își propune să poziționeze România ca lider în Europa Centrală și de Est în cadrul Uniunii Europene și să integreze Republica Moldova în România, având o atitudine eurosceptică. Partidul este pro-NATO și consideră că integrarea Republicii Moldova în România întărește flancul estic al NATO. De asemenea, AUR adoptă o poziție pro-Israel, sprijinind coloniile israeliene în Cisordania, și susține poziția Serbiei cu privire la statutul politic al Kosovo, considerând că acesta aparține Serbiei.
Până în 2023, AUR a devenit critic față de sprijinul militar românesc pentru Ucraina în contextul războiului ruso-ucrainean, afirmând că acest război „nu este al nostru”. Partidul a contestat și tranzitul produselor agricole ucrainene prin România, iar lui George Simion i s-a interzis accesul în Ucraina. Totuși, conducerea partidului a criticat relațiile cu Rusia, iar Simion a cerut expulzarea ambasadorului rus și închiderea consulatelor rusești din România, în urma amenințărilor Rusiei la adresa României din decembrie 2023.
AUR dorește să asigure autosuficiența energetică a României, să investigheze persoanele responsabile pentru proiectele de privatizare gestionate greșit și să combată tăierilor ilegale de păduri prin interzicerea exportului de lemn neprelucrat. De asemenea, partidul propune reformarea și modernizarea sistemului educațional, punând accent pe reducerea cheltuielilor administrative pentru a îmbunătăți calitatea și accesibilitatea educației în România.

## Rezultate electorale

### Alegeri locale
| An   | Voturi  | Procente (%) | Primari    | Consilieri locali | Consilieri județeni |
| ---- | ------- | ------------ | ---------- | ----------------- | ------------------- |
| 2020 | 21.876  | 0,29%        | 3 / 3.176  | 79 / 39.900       | 0 / 1.340           |
| 2024 | 549.306 | 6,26%        | 30 / 3.176 | 3.527 / 39.900    | 159 / 1.340         |

### Alegeri prezidențiale
| An   | Candidat      | Primul tur | Primul tur   | Al doilea tur | Al doilea tur | Rezultat            |
| An   | Candidat      | Voturi     | Procente (%) | Voturi        | Procente      | Rezultat            |
| ---- | ------------- | ---------- | ------------ | ------------- | ------------- | ------------------- |
| 2024 | George Simion | 1.281.325  | 13,86 / 100  |               |               | A pierdut alegerile |
| 2025 | George Simion | 3.862.761  | 40,96 / 100  | 5.339.053     | 46,40 / 100   | A pierdut alegerile |

### Alegeri parlamentare
| An   | Voturi    | Procente (%) | Camera Deputaților | Senat    | Poziție                                            |
| ---- | --------- | ------------ | ------------------ | -------- | -------------------------------------------------- |
| 2020 | 535.831   | 9.30%        | 33 / 330           | 14 / 136 | opoziție la guvernul PNL-USR PLUS-UDMR (2020-2021) |
| 2020 | 535.831   | 9.30%        | 33 / 330           | 14 / 136 | opoziție la guvernul PNL-UDMR (2021)               |
| 2020 | 535.831   | 9.30%        | 33 / 330           | 14 / 136 | opoziție la guvernul CNR (2021-2024)               |
| 2024 | 1.694.705 | 18.30%       | 64 / 330           | 28 / 136 | opoziție la guvernul PSD-PNL-UDMR (2024-prezent)   |

### Alegeri europarlamentare
AUR a candidat la alegerile europarlamentare din 2024 în cadrul Alianței AUR:
- Cristian Terheș (membru afiliat)
- Claudiu Târziu
- Gheorghe Piperea
- Maria-Georgiana Teodorescu
- Adrian-George Axinia
- Șerban-Dimitrie Sturdza

| An   | Voturi    | Procente (%) | Mandate | Poziție |
| ---- | --------- | ------------ | ------- | ------- |
| 2024 | 1.321.272 | 14,9%        | 6 / 33  | 2       |

## Controverse
Partidul Alianța pentru Unirea Românilor (AUR) a fost frecvent acuzat de orientare pro-rusă și de promovarea unor mesaje antioccidentale, antieuropene și anti-NATO. Mai multe surse media și politice din România, Republica Moldova și Ucraina au susținut că liderul AUR, George Simion, ar avea legături cu serviciile secrete rusești, în special FSB, și că, în ciuda aparențelor, ar fi subminat și ar fi compromis cauza unirii Republicii Moldova cu România.
Fostul ministru al Apărării din Republica Moldova, Anatol Șalaru, a afirmat în repetate rânduri că George Simion ar fi „omul Rusiei” și că AUR acționează ca un instrument de influență pro-rus în România, promovând discursuri conspiraționiste și naționalist-extremiste pentru a destabiliza scena politică românească. În plus, presa a relatat că George Simion ar fi avut întâlniri cu persoane asociate serviciilor secrete ale Kremlinului, fapt confirmat și de oficiali ucraineni, motiv pentru care liderul AUR are interdicție de intrare în Ucraina.
AUR și George Simion au fost criticați și pentru pozițiile ostile față de Ucraina și pentru refuzul de a susține oficial Republica Moldova în cazul unui posibil atac rusesc. În acest context, autoritățile de la Kiev au avertizat în mod oficial că AUR ar putea organiza provocări anti-ucrainene în România, la indicațiile Kremlinului.
Pe fondul acestor învinuiri, George Simion a pierdut procesul de calomnie intentat împotriva fostului Ministru al Apărării al Republicii Moldova, Anatol Șalaru, cel care au făcut publice aceste informații, instanța de la Chișinău validând, prin hotărârea sa, legitimitatea acestor acuzații.